# Julienne Salvat
Pour les articles homonymes, voir Salvat.
Julienne Salvat, née Vaillant le 12 mai 1932 à Fort-de-France et morte le 12 mars 2019 à Bordeaux, est une enseignante, femme de lettres et comédienne française.
Originaire de la Martinique, elle a effectué une grande partie de sa carrière à La Réunion.

## Biographie

### Enfance et formation
Julienne Salvat est née le 12 mai 1932 à Fort-de-France en Martinique.
Elle a fait des études de lettres modernes.

### Carrière
Elle est professeur de français à la Martinique, puis à Bordeaux, et ensuite à Saint-Denis (La Réunion) de 1965 jusqu’à sa retraite en 1992. Parallèlement à sa carrière d’enseignante, elle s’est consacrée au théâtre à la distribution et a la mise en scène et à l'écriture, la poésie.

### Mort
Elle meurt à Bordeaux à 86 ans en mars 2019,,.

## Prises de positions
Elle milite pour la culture réunionnaise au sein des associations UDIR (Union pour la défense de l'identité réunionnaise) et ARCC (Association Réunionnaise Communication et Culture), et participe régulièrement à divers Salons et Festivals nationaux et internationaux de poésie et de théâtre.
Julienne Salvat était membre de la SDGL, de la Société des Poètes Français, de L’ADELF (association des écrivains de langue française), de la Maison des Ecrivains et de la Littérature.

## Œuvres
- Tessons enflammés (poésie, 1993).
- Poèmes d’Elles (recueil collectif de poésie féminine de l’Océan Indien, conçu et préfacé par Julienne Salvat, 1997).
- Chants de veille (poésie, 1998).
- Fractiles (poésie, 2001).
- La lettre d'Avignon (roman, 2002).
- Feuillesonge (poésie, 2006).
- Camille, récits d'hier et d'aujourd'hui (nouvelles, 2007).
- Odeurs cafrines (poésie, 2017)